# Thai-Nationalismus

Die Flagge von Thailand

Thai-Nationalismus bezeichnet eine politische Ideologie, die sich durch die Glorifizierung des thailändischen Staates sowie der Tai-Völker und ihrer Kultur kennzeichnet. Die Wurzeln des heutigen Thai-Nationalismus reichen bis in das 19. Jahrhundert. Der Thai-Nationalismus ist fester Bestandteil des thailändischen Staates und spielt in vielen Lebensbereichen eine entscheidende Rolle.

## Ansichten
Die Hauptpunkte des Thai-Nationalismus sind:
- ein von ethnischen Thai beherrschtes Thailand
- die Thai-Sprache als alleinige Amts und Staatssprache
- keine oder nur limitierte Einwanderung
- Thailand als politischer und wirtschaftlicher Machtfaktor in Südostasien
- Treue gegenüber dem Volk der Thai, dem Staat und dem König
- der Buddhismus als dominante[4] oder gar Staatsreligion[5]
- Thailand als Repräsentant aller Tai-Völker

Seit den 2000er-Jahren verbindet sich radikaler thailändischer Nationalismus auch mit extremistischen buddhistischen Gruppierungen, die – teilweise gewaltsam – gegen Muslime, vor allem in den Südprovinzen, vorgehen. Der Buddhismus wird von ihnen als nationale Religion und ein bestimmendes Element des „Thai-tums“ angesehen.

## Thaiisierung
Die Thaiisierung ist die von der Regierung durchgeführte Assimilation aller nicht-Thai (Mon, Khmer und Han-Chinesen) und steht in enger Verbindung mit dem Thai-Nationalismus.
Im Jahr 2018 wurde von der thailändischen Regierung ein neues Thaiisierungsprojekt gestartet, das den Thai-Nationalismus fördert und das „Thaitum“ als wichtigen sozialen Aspekt hervorhebt.